# Claassenia
Claassenia is een geslacht van steenvliegen uit de familie borstelsteenvliegen (Perlidae). De wetenschappelijke naam van het geslacht is voor het eerst geldig gepubliceerd in 1934 door Wu.

## Soorten
Claassenia omvat de volgende soorten:
- Claassenia bischoffi (Wu, 1935)
- Claassenia brachyptera Brinck, 1954
- Claassenia caudata (Klapálek, 1916)
- Claassenia drukpa Stark & Sivec, 2010
- Claassenia fulva Wu, 1973
- Claassenia gigas (Klapálek, 1916)
- Claassenia longistyla Wu, 1973
- Claassenia magna Wu, 1948
- Claassenia radiata (Klapálek, 1916)
- Claassenia sabulosa (Banks, 1900)
- Claassenia semibrachyptera Wu & Claassen, 1934
- Claassenia tincta (Navás, 1923)